# Gran Israel

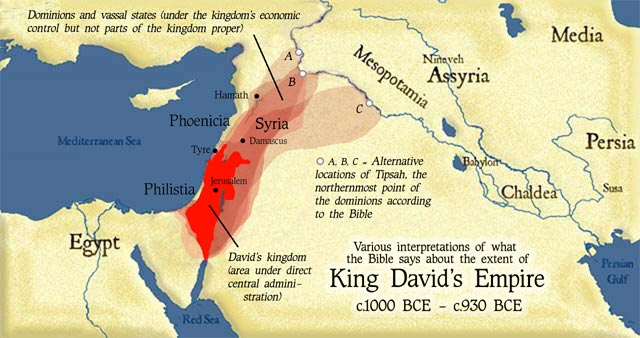
Mapa del Reino de David.

Gran Israel, literalmente traducido como Territorio Integral de Israel, (en hebreo: ארץ ישראל השלמה‎, Eretz Yisra`el Hašlemah) es un término que ha tenido diferentes acepciones a lo largo de la historia. En la actualidad suele designar las fronteras que habrían tenido el pueblo judío o el reino de Israel según la Biblia hebrea y que, para los irredentistas israelíes, debería tener el moderno estado de Israel. 

## Historia

### Definiciones de la Tierra Prometida
La Biblia hebrea contiene diversas descripciones geográficas de la Tierra Prometida a Israel.  
La primera, que se encuentra en el libro del Génesis (15:18-21), delimita la tierra que le habría dado Yahveh al patriarca Abraham: 
Ese día, Yahveh hizo un pacto con Abraham, y dijo: «A tus descendientes les doy estas tierras, desde el río de Egipto hasta el río Éufrates. La tierra de los Quenitas, Quenizitas, Cadmonitas, Hititas, Perizitas, Refaim, Amoritas, Canaanitas, Girgasitas y Yebusitas.»
Se ha debatido sobre si el «río de Egipto» que menciona este pasaje es el río Nilo, o bien el llamado «arroyo de Egipto», citado así en Josué 15:4, y mencionado en Isaías 27:12 como el «torrente de Egipto», actualmente conocido como Wadi el Arish, el cual es un riachuelo estacional que desemboca en el mar Mediterráneo, junto a la ciudad de El Arish en el noreste de la península del Sinaí.
El primer libro de los Reyes (4:21) afirma que son el «arroyo de Egipto» y el «Éufrates» los que señalan los límites teóricos de la tierra prometida. Esto vendría a coincidir con las fronteras del Reino de Israel gobernado por Salomón.
Las otras definiciones se encuentran en Deuteronomio 11:24, Deuteronomio 1:7, Números 34:1–15 y Ezequiel 47:13–20. Estas describen territorios más pequeños (ver el mapa incluido en este artículo). La definición en Números y Ezequiel se refiere a la tierra que se dividió entre las doce tribus originales de Israel después de que estas emigrasen de Egipto.
Finalmente, las fronteras definidas en el libro de Deuteronomio son las que se entregarán a los hijos de Israel lentamente a lo largo de los años (ver Éxodo 23:29 y Deuteronomio 7:22).

### Mandato británico de Palestina
Artículo principal: Mandato Británico de Palestina

Emblema del Irgún, que muestra todos los territorios del mandato británico, incluida Transjordania

Los primeros grupos sionistas revisionistas como Betar e Irgun Zvai-Leumi consideraban que el territorio del Mandato de Palestina, incluida Transjordania, era el Gran Israel.

En 1937, la Comisión Peel recomendó la partición del Mandato Británico de Palestina. En una carta a su hijo más tarde ese año, David Ben-Gurión afirmó que la partición sería aceptable, pero como un primer paso. Ben-Gurion escribió que:
Esto se debe a que este aumento de la posesión no sólo tiene importancia en sí mismo, sino porque a través de él aumentamos nuestra fuerza, y cada aumento de fuerza ayuda a la posesión de la tierra en su conjunto. El establecimiento de un Estado, aunque sólo sea en una parte del territorio, es el máximo refuerzo de nuestra fuerza en el momento actual y un poderoso impulso a nuestros esfuerzos históricos por liberar a todo el país.
Ben Gurion expresó el mismo sentimiento en otras ocasiones, como en una reunión del ejecutivo de la Agencia Judía en junio de 1938,así como también por Chaim Weizmann.Ben Gurion dijo:
«Destruiremos esas fronteras que se nos imponen, y no necesariamente mediante la guerra. Creo que en un futuro no muy lejano podremos llegar a un acuerdo entre nosotros y el Estado árabe».

### Período inicial del Estado de Israel
Joel Greenberg, escribiendo en The New York Times, señala: «Cuando se fundó Israel en 1948, el liderazgo sionista laborista, que pasó a gobernar Israel en sus primeras tres décadas de independencia, aceptó una partición pragmática de lo que había sido la Palestina británica en estados judíos y árabes independientes. Los sionistas revisionistas de la oposición, que evolucionaron hasta convertirse en el actual partido Likud, buscaban Eretz Israel Ha-Shlema, el Gran Israel, o literalmente, toda la Tierra de Israel (shalem, que significa completo)».La captura de Cisjordania y la Franja de Gaza de Jordania y Egipto durante la guerra de los Seis Días en 1967 condujo al crecimiento del Movimiento por el Gran Israel, un movimiento no parlamentario, y a la construcción de asentamientos israelíes. Las elecciones de 1977, que llevaron al Likud al poder, también tuvieron un impacto considerable en la aceptación y el rechazo del término. Greenberg señala:
La semilla se sembró en 1977, cuando Menachem Begin, del Likud, llevó a su partido al poder por primera vez en una sorprendente victoria electoral sobre el Partido Laborista. Una década antes, en la guerra de 1967, las tropas israelíes habían deshecho en la práctica la partición aceptada en 1948 al invadir Cisjordania y la Franja de Gaza. Desde entonces, Begin había predicado una lealtad eterna a lo que él llamaba Judea y Samaria (las tierras de Cisjordania) y promovido los asentamientos judíos allí. Pero no anexó Cisjordania y Gaza a Israel después de asumir el cargo, lo que reflejaba un reconocimiento de que absorber a los palestinos podría convertir a Israel en un estado binacional en lugar de uno judío.
Yitzhak Shamir fue un defensor acérrimo del Gran Israel y, como primer ministro israelí, financió el movimiento de colonos y dio legitimidad gubernamental a Israel.

### Movimiento por el Gran Israel
El Movimiento por el Gran Israel (en hebreo: התנועה למען ארץ ישראל השלמה, HaTenu'a Lema'an Eretz Yisrael HaSheleima), también conocido como Movimiento Tierra de Israel, fue una organización política israelí durante las décadas de 1960 y 1970 que defendía la ideología del Gran Israel. La organización se formó en julio de 1967, un mes después de que Israel capturara la Franja de Gaza, la península del Sinaí, Cisjordania y los Altos del Golán en la guerra de los Seis Días. Exhortaba al gobierno israelí a conservar las zonas capturadas y a poblarlas con población judía.

## En la actualidad

### Inclusión de Cisjordania y Gaza ocupadas
La anexión de Cisjordania y la Franja de Gaza formaba parte de la plataforma del principal partido israelí, el Likud, y de algunos otros partidos políticos israelíes, a menudo más extremistas. El 14 de septiembre de 2008, el primer ministro israelí Ehud Olmert, exmiembro del Likud, señaló que «el Gran Israel se acabó. No existe tal cosa. Cualquiera que hable de esa manera se está engañando a sí mismo»,haciendo esta declaración sólo dos días antes de acercarse en privado al Presidente palestino con la oferta de paz más amplia jamás realizada por Israel.
Meir Kahane, un miembro ultranacionalista del Knesset, que fundó la Liga de Defensa Judía estadounidense y el proscrito partido israelí Kach, trabajó en pos de un Gran Israel y otros objetivos sionistas religiosos. Kach,Tehiya,y el Partido Religioso Nacionalson partidos que apoyaron la idea de un Gran Israel.
En la actualidad, en el debate sobre las fronteras de Israel, el término «Gran Israel» se utiliza generalmente para referirse al territorio del Estado de Israel y los territorios palestinos, el territorio combinado del antiguo Mandato de Palestina sin Transjordania (ya separada de Palestina por los británicos a principios de la década de 1920). Sin embargo, debido a la naturaleza controvertida del término, a menudo se utiliza en su lugar el término Tierra de Israel.
En marzo de 2023, el ministro de Finanzas israelí, Bezalel Smotrich, líder del ultraderechista Partido Religioso Nacional-Sionismo Religioso, habló en un memorial en París detrás de un podio que mostraba un mapa del «Gran Israel» que incluía Transjordania. Este discurso provocó tensiones con Jordania, mientras que su portavoz atribuyó la presencia del símbolo a los organizadores del evento, que estaba dedicado a un hombre relacionado con el Irgún (véase más arriba el emblema del Irgún). En respuesta a la controversia diplomática, el Ministerio de Asuntos Exteriores de Israel declaró que Israel se adhiere al tratado de paz de 1994 y respeta la soberanía de Jordania.

### En el ámbito académico
Hillel Weiss, profesor de la Universidad Bar Ilán, ha promovido la «necesidad» de reconstruir el Templo y del gobierno judío sobre el Gran Israel.

## Teorías de conspiración
Artículo principal: Controversia sobre la moneda de 10 agorot
Los sionistas y el Estado de Israel han sido acusados de conspirar para expandir Israel desde el Nilo hasta el Éufrates. Esta llamada controversia de las 10 agorot recibe su nombre de la moneda israelíque el presidente de la OLP, Yasser Arafat, blandió en 1988 como prueba de esta acusación. El Banco de Israel niega esta teoría de conspiración, ya que la moneda es una réplica de una moneda histórica que data del 37 al 40 a. C. y el supuesto «mapa» es en realidad la forma irregular de la antigua moneda.

### Controversia sobre la bandera israelí
Los teóricos de la conspiración han sugerido que las franjas azules de la bandera israelí representan el Nilo y el Éufrates como los límites de Eretz Israel, tal como Dios prometió a los judíos según las escrituras religiosas.Esta afirmación fue hecha en su momento por Yasser Arafat,Irán y Hamás.Sin embargo, Danny Rubinstein señala que «Arafat... añadió, en entrevistas que dio en el pasado, que las dos franjas azules de la bandera israelí representan el Nilo y el Éufrates... Ningún israelí, incluso aquellos que demuestran comprensión por la angustia palestina, aceptarán la... tontería sobre las franjas azules de la bandera, que fue diseñada de acuerdo con los colores del talit (manto de oración) tradicional...»